# Arden Hills
Arden Hills é uma cidade localizada no estado americano de Minnesota, no Condado de Ramsey.

## Demografia
Segundo o censo americano de 2000, a sua população era de 9652 habitantes. 
Em 2006, foi estimada uma população de 9815, um aumento de 163 (1.7%).

## Geografia
De acordo com o United States Census Bureau tem uma área de 
24,9 km², dos quais 23,0 km² cobertos por terra e 1,9 km² cobertos por água.

## Localidades na vizinhança
O diagrama seguinte representa as localidades num raio de 8 km ao redor de Arden Hills. 